# KNVB Cup
KNVB Cup (Nederländska: KNVB beker) är en fotbollsturnering för lag i Nederländerna som startade säsongen 1898–99. Turneringen organiseras av fotbollsförbundet Koninklijke Nederlandse Voetbalbond (förkortas KNVB).
I turneringen deltar lag från de tre högsta divisionerna; Eredivisie, Eerste Divisie och Topklasse.

## Lista över segrare
- 1898–99 – RAP Amsterdam
- 1899–00 – Velocitas Breda
- 1900–01 – HBS Den Haag
- 1901–02 – Haarlem
- 1902–03 – HVV Den Haag
- 1903–04 – HFC
- 1904–05 – VOC Rotterdam
- 1905–06 – Concordia
- 1906–07 – VOC Rotterdam
- 1907–08 – HBS Den Haag 2
- 1908–09 – Quick Den Haag 2
- 1909–10 – Quick Den Haag 2
- 1910–11 – Quick Den Haag
- 1911–12 – Haarlem
- 1912–13 – HFC
- 1913–14 – DFC
- 1914–15 – HFC
- 1915–16 – Quick Den Haag
- 1916–17 – Ajax
- 1917–18 – RCH
- 1918–19 – spelades ej
- 1919–20 – CVV
- 1921–21 – Schoten
- 1921–22 – spelades ej
- 1922–23 – spelades ej
- 1923–24 – spelades ej
- 1924–25 – ZFC
- 1925–26 – LONGA
- 1926–27 – VUC Den Haag
- 1927–28 – RCH
- 1928–29 – spelades ej
- 1929–30 – Feijenoord
- 1930–31 – spelades ej
- 1931–32 – DFC
- 1932–33 – spelades ej
- 1933–34 – Velocitas Groningen
- 1934–35 – Feijenoord
- 1935–36 – Roermond
- 1936–37 – Eindhoven
- 1937–38 – VSV
- 1938–39 – Wageningen
- 1939–40 – spelades ej
- 1940–41 – spelades ej
- 1941–42 – spelades ej
- 1942–43 – Ajax
- 1943–44 – Willem II
- 1944–45 – spelades ej
- 1945–46 – spelades ej
- 1946–47 – spelades ej
- 1947–48 – Wageningen
- 1948–49 – Quick 1888
- 1949–50 – PSV Eindhoven
- 1950–51 – spelades ej
- 1951–52 – spelades ej
- 1952–53 – spelades ej
- 1953–54 – spelades ej
- 1954–55 – spelades ej
- 1955–56 – spelades ej
- 1956–57 – Fortuna'54
- 1957–58 – Sparta
- 1958–59 – VVV
- 1959–60 – spelades ej
- 1960–61 – Ajax
- 1961–62 – Sparta
- 1962–63 – Willem II
- 1963–64 – Fortuna'54
- 1964–65 – Feijenoord
- 1965–66 – Sparta
- 1966–67 – Ajax
- 1967–68 – ADO Den Haag
- 1968–69 – Feijenoord
- 1969–70 – Ajax
- 1970–71 – Ajax
- 1971–72 – Ajax
- 1972–73 – NAC Breda
- 1973–74 – PSV Eindhoven
- 1974–75 – Den Haag
- 1975–76 – PSV Eindhoven
- 1976–77 – Twente
- 1977–78 – AZ Alkmaar
- 1978–79 – Ajax
- 1979–80 – Feyenoord
- 1980–81 – AZ Alkmaar
- 1981–82 – AZ Alkmaar
- 1982–83 – Ajax
- 1983–84 – Feyenoord
- 1984–85 – Utrecht
- 1985–86 – Ajax
- 1986–87 – Ajax
- 1987–88 – PSV Eindhoven
- 1988–89 – PSV Eindhoven
- 1989–90 – PSV Eindhoven
- 1990–91 – Feyenoord
- 1991–92 – Feyenoord
- 1992–93 – Ajax
- 1993–94 – Feyenoord
- 1994–95 – Feyenoord
- 1995–96 – PSV Eindhoven
- 1996–97 – Roda JC
- 1997–98 – Ajax
- 1998–99 – Ajax
- 1999–00 – Roda JC
- 2000–01 – Twente
- 2001–02 – Ajax
- 2002–03 – Utrecht
- 2003–04 – Utrecht
- 2004–05 – PSV Eindhoven
- 2005–06 – Ajax
- 2006–07 – Ajax
- 2007–08 – Feyenoord
- 2008–09 – Heerenveen
- 2009–10 – Ajax
- 2010–11 – Twente
- 2011–12 – PSV Eindhoven
- 2012–13 – AZ Alkmaar
- 2013–14 – PEC Zwolle
- 2014–15 – Groningen
- 2015–16 - Feyenoord
- 2016–17 – SBV Vitesse
- 2017–18 – Feyenoord
- 2018–19 – AFC Ajax
- 2019–20 – spelades ej
- 2020–21 – AFC Ajax
- 2021–22 – PSV Eindhoven
- 2022–23 – PSV Eindhoven
- 2023–24 – Feyenoord
- 2024–25 – Go Ahead Eagles